# Nortia carinicollis
Nortia carinicollis är en skalbaggsart som beskrevs av Schwarzer 1925. Nortia carinicollis ingår i släktet Nortia och familjen långhorningar.
Artens utbredningsområde är Taiwan. Inga underarter finns listade i Catalogue of Life.